# Den Finske Bugt
Den Finske Bugt (fi Suomenlahti, sv Finska viken, et Soome laht, ru Финский залив) er Østersøens østligste bugt beliggende mellem Finland og Estland. Den østlige del af Den Finske Bugt hører til Rusland. De største byer langs kysten er Sankt Petersborg, Helsingfors (fi Helsinki) og Tallinn samt provinsbyerne Kotka og Porvoo. Ruslands vigtigste oliehavne findes i bunden af Den Finske Bugt, omkring Skt. Petersborg og Primorsk (russisk: Приморск) (tr. Primorsk) syd for Vyborg (russisk: Вы́борг, (tr. Vyborg), finsk: Viipuri, svensk: Viborg).

## Geografi
Arealet af Den Finske Bugt er 29.500 km², den er 428 km lang og 120 km bred. Bredden ved indsejlingen er 75 km og mellem oden Porkala. Ude vest for Helsingfors og næsset Rohuneeme ud for Tallinn 52 km. I den østlige ende snævrer Den Finske Bugt ind til en bredde på 10–28 km i Kronstadtbugten. Den største bugt på den nordlige kyst er Vyborgbugten, (russisk: Выборгский залив (tr. Vyborgskij zaliv), finsk: Viipurinlahti, svensk: Viborgska viken) og på sydkysten Narvabugten (estisk: Narva laht, russisk: Нарвский залив).
De største øer i Den Finske Bugt er Hogland (russisk: Гогланд (tr. Gogland), finsk: Suursaari, estisk: Suursaar, Kotkasaar eller Kõrgesaar), Tjutersskærene (russisk: Большой Тютерс (tr. Bolsjoj Tjoters), finsk: Tytärsaari, estisk: Suur Tütarsaar), Mosjtsjnyj (russisk: Мощный, finsk: Lavansaari), Seitskær (russisk: Се́скар (tr. Seskar), finsk: Seiskari samt Kotlin (russisk: Котлин (tr. Kotlin), finsk: Retusaari) med byen Kronstadt. De dybeste områder findes ved indsejlingen til Den Finske Bugt med dybder på 80–100 meter. På sydkysten er der dybder på over 100 m, mens der langs den nordlige kyststrækning på tilsvarende afstand fra fastlandet ikke findes dybder på over 60 m. Det allerdybeste sted er opmålt til 121 m og ligger ud for Estlands kyst nordøst for Tallinn. Den Finske Bugt indeholder ca. 5 % af Østersøens vandmasser. 
Havstrømmene vender i retning mod højre på den nordlige halvkugle som følge af Corioliskraften, hvorved strømmen langs Estlands kyst går i østlig retning, mens den langs Finlands kyst går i vestlig retning. Den store Nevaflod munder ud ved bunden af Den Finske Bugt. Af samme årsag er vandet mere brakt i den østlige del end i den vestlige del af bugten. Desuden munder Narvafloden (estisk: Narva jõgi, russisk: На́рва(tr. Narva) ud i Narvabugten i den sydøstlige del af Den Finske Bugt.
Den Finske Bugt er oftest islagt om vinteren.

## Miljøproblemer
Den omfattende belastning fra gødningsemner i Den Finske Bugt er hovedårsagen til farvandets største problem – overgødningen, som kan ses af kæmpe flager af blåalger om sommeren.